# Friedrich Wingert
Friedrich Wingert (* 4. November 1939 in Darmstadt; † 29. Juli 1988 in Münster) war ein medizinischer Informatiker und Biomathematiker.

## Leben
Wingert studierte Medizin und Mathematik an der Universität Frankfurt am Main und schloss 1969 Medizin mit Staatsexamen und Promotion und 1970 Mathematik mit dem Diplom ab. 1971 habilitierte er sich an der Medizinischen Hochschule Hannover für die Fächer Medizinische Informatik und Biometrie. Von 1973 bis zu seinem Tod war als ordentlicher Professor und Direktor des neu gegründeten Institutes für Medizinische Informatik und Biomathematik der Universität Münster.
Friedrich Wingert passte die Systematisierte Nomenklatur der Medizin (SNOMED) für den deutschsprachigen Raum an und entwickelte sie weiter. Er beschäftigte sich besonders mit grundlegenden Theorien und Algorithmen der medizinischen Linguistik und prägte entscheidend die Methoden zur rechnergestützten Analyse medizinischer Plantexte.
Die Friedrich-Wingert-Stiftung vergibt jährlich einen Förderpreis für herausragende linguistische und semantische Ansätze zur Optimierung der medizinischen Versorgung in Deutschland.

## Schriften (Auswahl)
- Medizinische Informatik. Teubner, Stuttgart 1979, ISBN 3-519-02453-5.
- SNOMED Manual. Springer, Berlin 1984, ISBN 3-540-13855-2